# Tous les mêmes
Tous les mêmes è una canzone del cantante belga Stromae pubblicata il 18 dicembre 2013, estratta come singolo dall'album Racine carrée. Il brano ha raggiunto la prima posizione in Belgio e in Francia.

## Video
Il videoclip del brano è stato pubblicato sul canale YouTube ufficiale dell'artista il 18 dicembre 2013, con Stromae vestito da un lato da donna e dall'altro da uomo. La canzone mostra, alternandole, la visione dei due sessi riguardo all'altro, raccontando delle più comuni osservazioni stereotipate che le donne e uomini hanno generalmente sull'altro sesso, accompagnate nella recitazione da molti segnali non verbali. Gli effetti d'illuminazione del video (luce verde per i maschi, luce rosa per le femmine) aiutano Stromae nell'interpretazione della canzone.

## Significato
Anche se la canzone ha un significato controverso, l'artista Stromae sta cercando di mostrare in un quadro complessivo i vari tratti caratteriali ed i diversi comportamenti di uomini e donne davanti alle questioni vitali.
Come Stromae ha affermato più volte, le idee e gli argomenti per le sue canzoni provengono per lo più dalle esperienze che ha avuto nella sua vita personale, come per esempio in "Alors on danse" (Allora, si balla) e "Papaoutai" (Papà, dove sei).

## Classifiche
| Classifica (2013/2014) | Posizione massima |
| ---------------------- | ----------------- |
| Belgio (Fiandre)       | 4                 |
| Belgio (Vallonia)      | 1                 |
| Francia                | 1                 |
| Italia                 | 5                 |
| Paesi Bassi            | 29                |
| Svizzera               | 27                |

### Classifiche di fine anno
| Classifica (2014) | Posizione |
| ----------------- | --------- |
| Italia            | 28        |